# Горските мечоци: Пазителите
„Горските мечоци: Пазителите“ (на китайски: 熊出没·伴我“熊芯”; на английски: Boonie Bears: Guardian Code) е китайска компютърна анимация от 2023 г. и е деветия филм от поредицата „Горските мечоци“, след „Горските мечоци: Завръщане на Земята“ през 2022 г. Във филма младите Браяр и Брамбъл изгубиха майка си след горски пожар, и много години по-късно, Вик ги води в института, където неочаквано получиха новини от тяхната майка.
Филмът излиза по кината в Китай на 22 януари 2023 г. в деня на Китайската Нова година.

## Актьорски състав
- Жанг Бингджун – Брамбъл
  - Жанг Минг – Брамбъл като малък
- Жанг Уей – Браяр
- Тан Ксао – Вик
- Мао Йънгйънг
- Джия Ченлу
- Ние Джиксуан
- Уанг Тианхао
- Уанг Сиу

## Саундтрак
Песента към филма "Xing Shan Shan Yue Wan Wan" (星闪闪月弯弯) е изпълнена от Иса Ю.

## В България
В България филмът излиза по кината на 26 април 2024 г. от „Про Филмс“.